# Erythmelus flandersi
Erythmelus flandersi är en stekelart som beskrevs av Doutt 1949. Erythmelus flandersi ingår i släktet Erythmelus och familjen dvärgsteklar. Inga underarter finns listade i Catalogue of Life.